# Креслиньш, Освальд
Освальд Креслиньш (латыш. Osvalds Krēsliņš; 15 ноября 1911 — 15 декабря 1974) — советский и латвийский актёр и режиссёр. Заслуженный артист Латвийской ССР (1950).

## Биография
Освальд Креслиньш родился 15 ноября 1911 года в Белявской волости Мадонского уезда, в семье ремесленника Фрициса Креслиньша.
Окончил Гулбенское коммерческое училище. Учился на Латвийских драматических курсах. Работал в Латгальском (1937—1940) и Елгавском (1941—1944) театрах. Актёр и режиссёр Государственного театра юного зрителя Латвийской ССР (1941 и 1945—1950), актёр Государственного художественного театра им. Я. Райниса (1951—1959).
С 1956 года радиорежиссёр, редактор и постановщик популярных радиопрограмм и радиоспектаклей. В 1962 году назначен главным режиссёром Латвийского радио.
Был женат на актрисе Элзе Стерсте.
Ушёл из жизни 15 декабря 1974 года. Похоронен на кладбище Райниса в Риге.

## Признание и награды
- Заслуженный артист Латвийской ССР (1950)
- Орден «Знак Почёта» (03.01.1956)

## Творчество

### Роли в театре

#### Латгальский театр
- 1937 — «Ах, эти студенты» М. Ордоно и Б. Томаса — Фрэнсис Чесни
- 1938 — «Блудный сын» Рудольфа Блауманиса — Крустиньш
- 1939 — «Сенсация» Е. Вульфа — Карлис Катиньш
- 1940 — «Наследство гетеры» Анны Бригадере — Эдвин

#### Елгавский театр
- 1941 — «Саламейский алькальд» Педро Кальдерона — Хуан
- 1941 — «Пустомеля» Карло Гольдони — Отавио
- 1942 — «Проделки Скапена» Мольера — Октав
- 1942 — «Майя и Пайя» Анны Бригадере — Варис
- 1944 — «Золотой конь» Райниса — Белый отец
- 1944 — «Партизаны» Мартиньша Зивертса — Тилзис
- 1944 — «Дама привидение» Педро Кальдерона — Дон Хуан

#### Государственный театр юного зрителя Латвийской ССР
- 1941 — «Золотой ключик» А. Н. Толстого — Артемон
- 1941 — «Как закалялась сталь» по одноимённому роману Николая Островского — Жухрай
- 1945 — «Воронёнок» Райниса — Чужестранец
- 1946 — «Мещане» М. Горького — Тетерев
- 1947 — «Принцесса Гундега и король Брусубарда» Анны Бригадере — Марис
- 1948 — «Счастливый медведь» Андрея Упита — Господин
- 1949 — «Майя и Пайя» Анны Бригадере — Варис
- 1950 — «Снежная королева» Евгения Шварца — Советник

#### Государственный художественный театр им. Я. Райниса
- 1951 — «Три сестры» А. П. Чехова — Вершинин
- 1953 — «Ромео и Джульетта» Шекспира — Лоренцо
- 1954 — «Блудный сын» Рудольфа Блауманиса — Отец Микуса
- 1955 — «Анна Каренина» Л. Н. Толстого — Каренин
- 1956 — «Играй, танцуй» Райниса — Дядюшка
- 1958 — «Свадьба Мюнхгаузена» Мартиньша Зиверта — Салтыков
- 1959 — «Гамлет» Шекспира — Полоний

### Режиссёрские работы

#### Государственный театр юного зрителя Латвийской ССР
- 1948 — «Счастливый медведь» Андрея Упита (совместно с Борисом Праудиным)
- 1950 — «Снежная королева» Евгения Шварца (совместно с Борисом Праудиным)
- 1958 — «Республика Вороньей улицы» Яниса Гризиня
- 1964 — «Ореховый мостик» Илзе Индране
- 1965 — «Индулис и Ария» Райниса

#### Латвийское радио
- «Семья Зитаров» Вилиса Лациса
- «Разлом» Бориса Лавренёва
- «Джамиля» Чингиза Айтматова
- «Принцесса Гундега и король Брусубарда» Анны Бригадере
- «Близнецы Чёртова кряжа» Эгонса Ливса